# Nanshu (köpinghuvudort i Kina, Shandong Sheng, lat 37,02, long 120,34)
Nanshu (kinesiska: 南墅, 南墅镇) är en köpinghuvudort i Kina. Den ligger i provinsen Shandong, i den östra delen av landet, omkring 300 kilometer öster om provinshuvudstaden Jinan. Antalet invånare är 40 188. Befolkningen består av 19 429 kvinnor och 20 759 män. Barn under 15 år utgör 12,0 %, vuxna 15-64 år 72 %, och äldre över 65 år 14,0 %.
Runt Nanshu är det tätbefolkat, med 459 invånare per kvadratkilometer. Närmaste större samhälle är Guojiadian, 17,4 km väster om Nanshu. Trakten runt Nanshu består till största delen av jordbruksmark.
Genomsnittlig årsnederbörd är 735 millimeter. Den regnigaste månaden är juli, med i genomsnitt 230 mm nederbörd, och den torraste är januari, med 11 mm nederbörd.